# ジェック・イー
有限会社ジェック・イーは、かつて存在した日本のアニメ・デジタルコンテンツ制作会社。
多くの作品の場合、「ジェック・イー」「ジェックイー」「ジェックE」「JEC.E」「Jec.E」とクレジットされていた。

## 概要・沿革
1989年6月19日設立。設立時はアニメーション制作部門（作画部・制作部）だけであったが、1994年にデジタル部門を新たに設立した。
マルチメディアに特化していた為か、ジェック・イーの公式サイトはコンテンツが非常に充実しており、スタッフによる日記やイラスト・落書きの展示、ミニゲームやタイピングゲームが遊べるコーナーもあった。またファンが自由に書き込むことができる掲示板もあったので、スタッフとファンが掲示板を使ってささやかな交流も行っていた。
2005年9月にスタジオエルが作画部を新設する為にジェック・イーを吸収合併し、ジェック・イーに在籍していた作画スタッフの殆どはそのままエルへと移籍した。デジタル部門は「有限会社クリエイトウェーブ（CREATEWAVE）」として新たに出発している。

## 参加作品

### テレビアニメ
- るろうに剣心 -明治剣客浪漫譚-（制作元請：スタジオぎゃろっぷ、各話制作協力、1996年-1998年）
- ポケットモンスターシリーズ
  - ポケットモンスター (1997-2002年のアニメ) （制作元請：オー・エル・エム、各話アニメーション協力、1997年-2002年）
  - ポケットモンスター アドバンスジェネレーション （制作元請：オー・エル・エム、各話アニメーション協力、2002年-2006年）
- ToHeart （制作元請：オー・エル・エム、各話制作協力、1999年）
- HUNTER×HUNTER （制作元請：日本アニメーション、各話制作協力、1999年-2001年）
- ロックマンエグゼ （制作元請：ジーベック、各話制作協力、2002年-2003年）
- NARUTO -ナルト- （制作元請：ぴえろ、各話制作協力、2002年-2007年）
- スクラップド・プリンセス （制作元請：ボンズ、各話制作協力、2003年）
- E'S OTHERWISE （制作元請：ぴえろ、各話制作協力、2003年）
- コロッケ! （制作元請：オー・エル・エム、各話制作協力、2003年-2005年）
- それいけ!ズッコケ三人組 （制作元請：日本アニメーション、各話制作協力、2004年）
- 陸奥圓明流外伝 修羅の刻 （制作元請：スタジオコメット、各話制作協力、2004年）

### ゲーム
- 王宮夜想曲 （制作元請：月下氷人、アニメーション制作協力、2005年）

## 関連人物
- 松島晃
- 外崎春雄
- 武田政次
- 小林勝利